# Frisonne-sahiwal australienne
La frisonne-sahiwal australienne est une race bovine australienne. Son nom anglais est australian fresian-sahiwal. (ou AFS)

## Origine
C'est une race récente (années 1960) issue du croisement en ferme expérimentale dans le Queensland de la sahiwal, race zébuine laitière, avec la race frisonne-holstein australienne. Le but de cette expérimentation était de créer une race apte à la vie en climat tropical sec australien, avec une capacité de production laitière rentable. 
Elle n'est guère élevée qu'en Australie, mais de la semence mâle commence à être exportée.

## Morphologie
Elle porte une robe rouge sombre avec des muqueuses noires. Ses oreilles de grande taille trahissent l'origine Bos taurus indicus.

## Aptitudes
C'est une race laitière qui donne environ 3 000 kg par lactation d'un lait riche: 3,4 % de protéines et 4 % de matière grasse.
Elle conjugue les qualités des races génitrices :
- La sahiwal a donné une adaptation aux conditions de vie hostiles: pâturages sec, avec un fourrage fibreux et peu énergétique, points d'eau rares, chaleur, ensoleillement très important, résistance aux ectoparasites. (tiques)
- La frisonne a accentué la productivité, rendant rentable un tel élevage, et permettant la mise en valeur d'un territoire inexploité.